# Exilisia perlucida
Exilisia perlucida är en fjärilsart som beskrevs av De Toulgoët 1954. Exilisia perlucida ingår i släktet Exilisia och familjen björnspinnare. Inga underarter finns listade i Catalogue of Life.